# Stadsplan för Karlaplans norra del

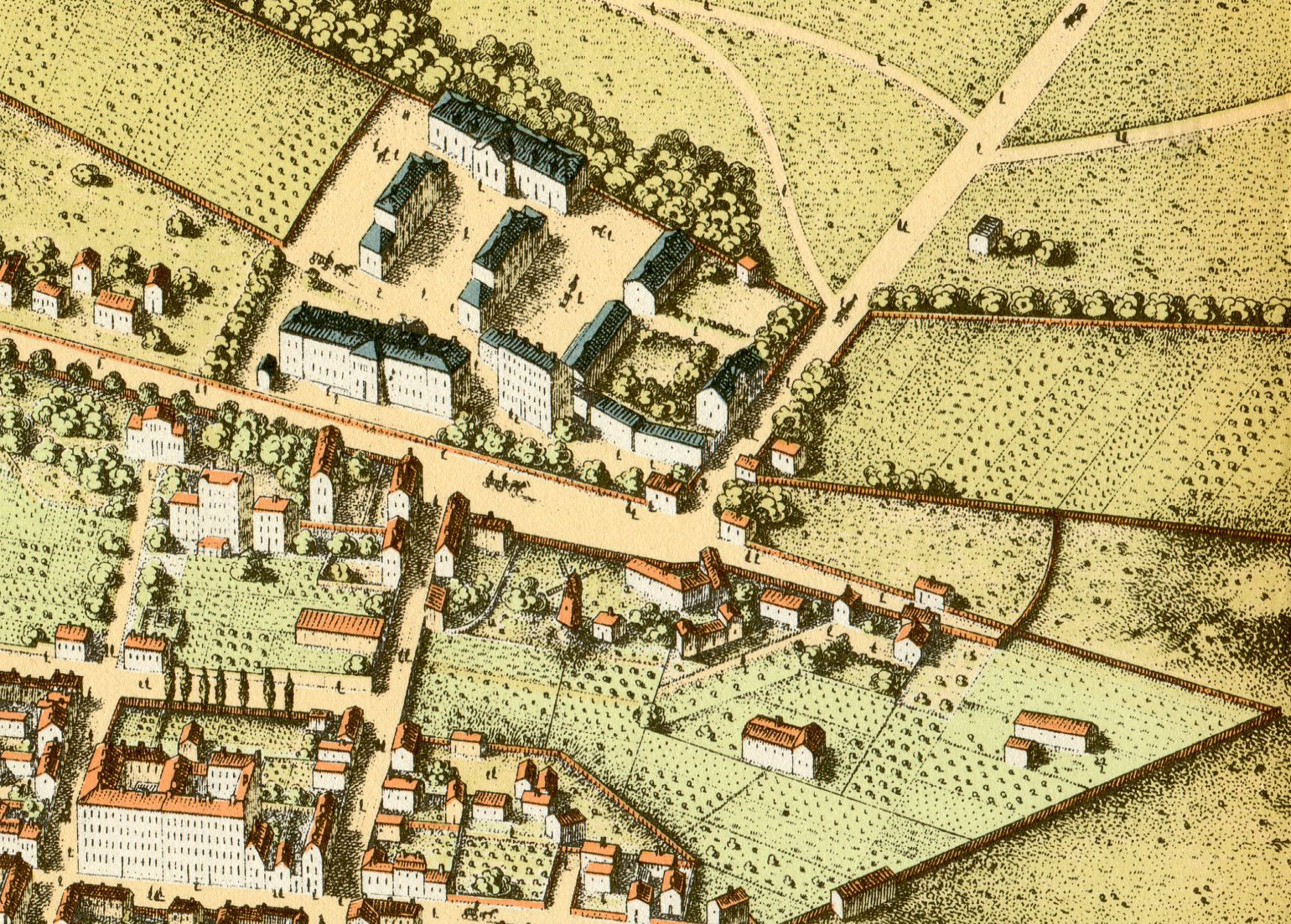
Planområdet på Neuhaus panorama. Upptill vänster syns Veterinärinstitutet och i mitten Ladugårdslandstullen och väderkvarnen Schultan, 1870-tal.

Stadsplan för Karlaplans norra del var ett regleringsförslag från 1911 för ett område på Östermalm i Stockholm beläget mellan nuvarande Valhallavägen i norr, Banérgatan i öster, Karlaplan och Karlavägen i söder och Skeppargatan i väster. Planen föreslog bland annat en monumental offentlig byggnad på nuvarande kvarteret Fältöversten som aldrig uppfördes.

## Historik
Trakten kring Karlaplan behöll länge en lantlig karaktär, kogubbar och deras boskap fanns ända in på 1870-talet och vid gatorna låg stall och ladugårdar. Värdshuset Gumshorn som gav Gumshornsgatan sitt namn var enligt August Blanche tillhåll för traktens kogubbar och August Strindberg kallade området ”det yttersta mörkret”. På platsen för dagens Karlaplan stod väderkvarnen Schultan som revs först i maj 1888. Heinrich Neuhaus Stockholmspanorama ger en realistisk bild över hur det såg ut här på 1870-talet.
Stadsområdet söder om Karlaplan planlades 1876 respektive 1879 med Lindhagenplanen som utgångspunkt. Man arbetade vidare på 1600-talets rutnätsplan med rätvinkliga kvarter. 1800-talets skala var dock en annan med bredare gator och med större kvarter som runt Karlaplan fick en kilform. Karlaplan flyttades också något längre åt sydväst för att inte ligga på Kungliga Djurgårdens ägor, alltså på kronans mark. 1860- och 1870-talets planer på en cirkelrund Karlaplan kom aldrig att fullföljas helt.

### Hallmans stadsplan

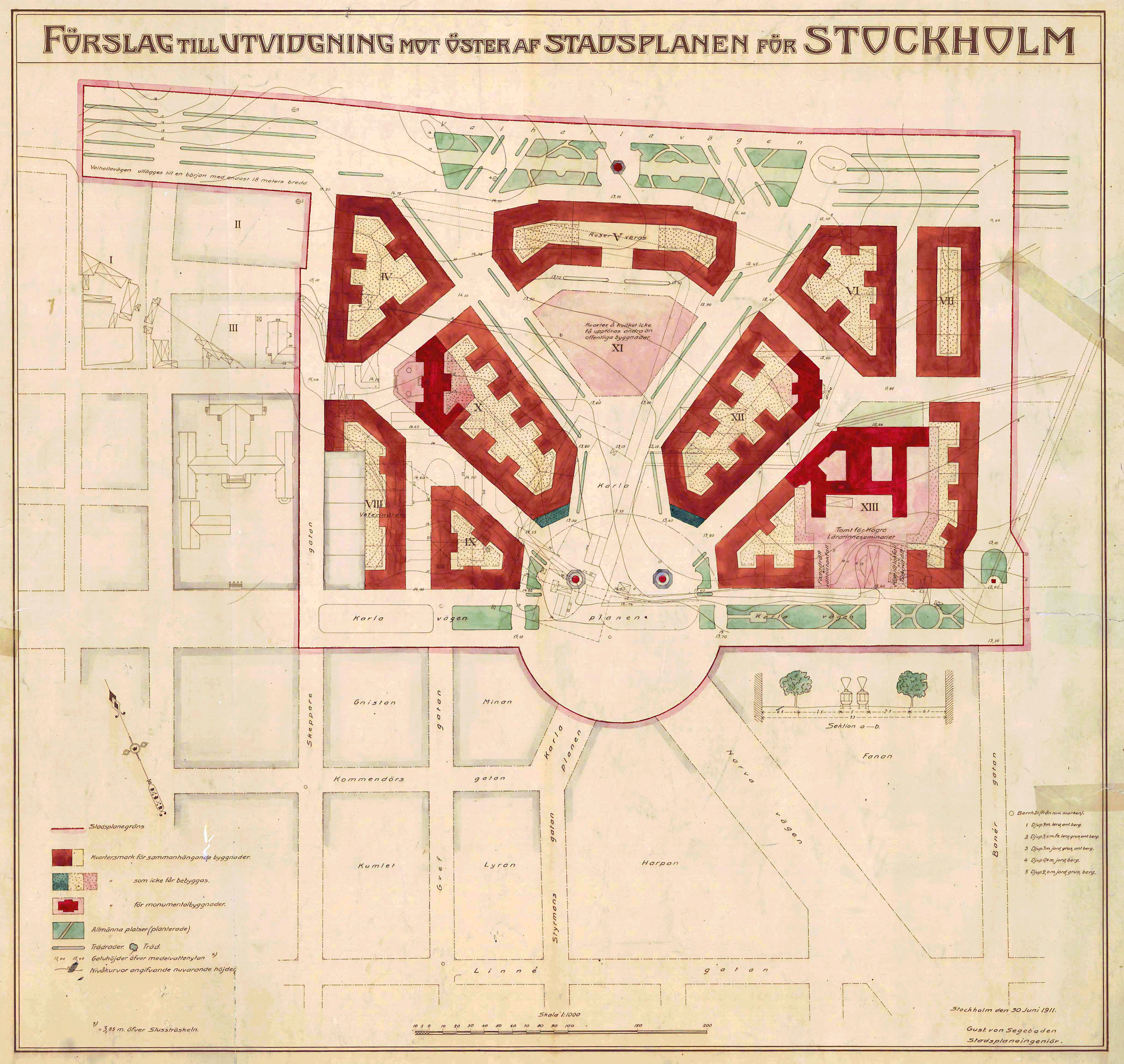
Stadsplan för Karlaplans norra del, 1911.

Området norr om Ladugårdslandstullen dominerades på 1800-talets slut av byggnader för Veterinärinstitutet och hovjägmästarbostället Djursborg som revs först 1911 respektive 1913. Nu var tiden inne att reglera stadskvarteren norr om Karlaplan. Planen, som kallas något omständligt Förslag till utvidgningen mot öster af Stadsplanen för Stockholm, fastställdes 1911 och hade utarbetats av stadsplanearkitekten Per-Olof Hallman och stadsingenjören Herman Ygberg samt dennes medarbetare Gustaf von Segebaden som även signerade den. Stadsplanen föreskrev genomgående stora tomter för sexvåningshus med stora lägenheter. 
På Karlaplan visar stadsplanen två fontäner. Även själva Karlaplan fick en ny form. Den vidgade sig mot norr i en förplats (dagens Gösta Bohmans plats) till en allmän byggnad. Mitt på nuvarande kvarteret Musketören (XIII på stadsplanen) hade stadsplanerarna tänkt sig en offentlig byggnad som rubriceras Tomt för Högre Lärarinneseminariet och på nuvarande Fältöverstens södra del (XI på stadsplanen) medgavs Kvarter å hvilken icke få uppföras andra än offentliga byggnader. Därmed avsågs en monumental, offentlig byggnad utan definierad funktion i dåvarande kvarteret Fältväbeln. För övrigt skulle tomterna närmast Karlaplan bebyggas så att arkitekturen bildade en enhet varför Kungl. Maj:t skulle godkänna berörda ritningar.

#### Hagström & Ekmans förslag
I mitten av 1910-talet började området att bebyggas och arkitektkontoret Hagström & Ekman upprättade ett förslag som i princip följde stadsplanens intentioner. Hagström & Ekmans avsikt var troligen att stå som arkitekt för de viktigaste byggnaderna runt Karlaplans norra del och åskådliggjorde sina idéer bland annat i en perspektivskiss som presenterades i mars och april 1916 i Dagens Nyheter respektive Stockholms Dagblad. 
Arkitekternas vision var att göra Karlaplanen (som den då hette) till en sorts renässansplats med hus vars arkitektur inspirerats av äldre Östermalmsbyggnader, bland dem Östermalmskyrkan och Fredrikshov. I fonden syns den stora offentliga, tornprydda byggnaden i kvarteret Fältväbeln (idag Fältöverstens södra del) och närmast torget hade arkitekterna föreslagit fyra symmetrisk anordnade karaktärsbyggnader: Vedbäraren 19 och Djursborg 11 väster om torget och som pendang Trumslagaren 11 och Musketören 10 öster om torget.

### Hagström & Ekmans illustration

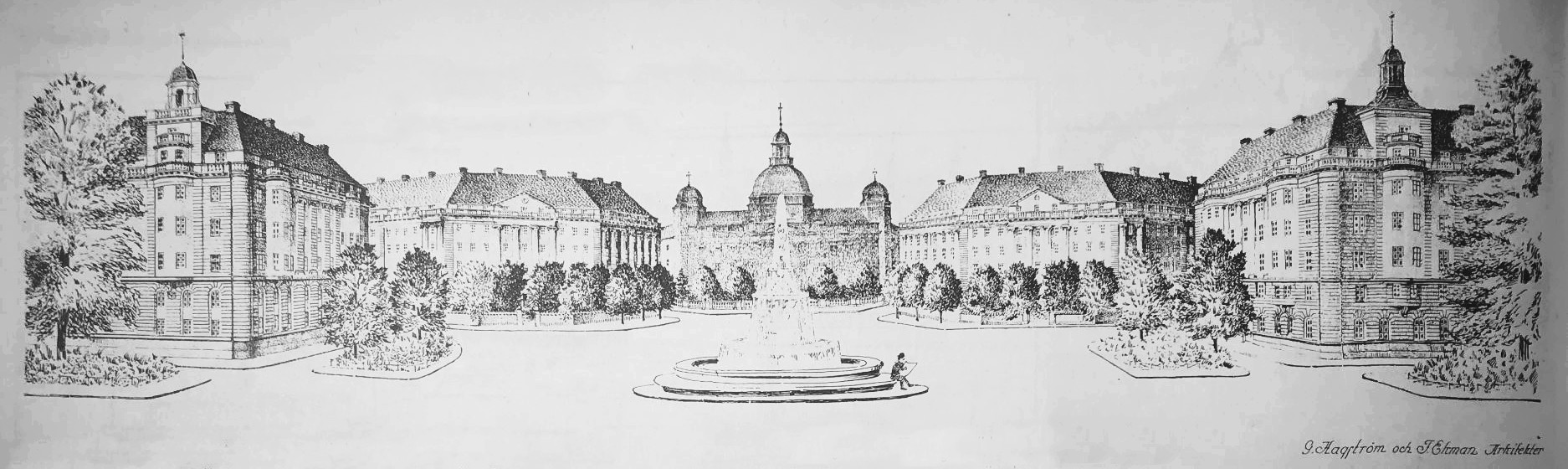
Hagström & Ekmans illustration över Karlaplan från 1916, vy mot norr.
Från vänster: Vedbäraren 19, Djursborg 11, Fältväbeln 1, Trumslagaren 11 och Musketören 10.

## Hur det blev

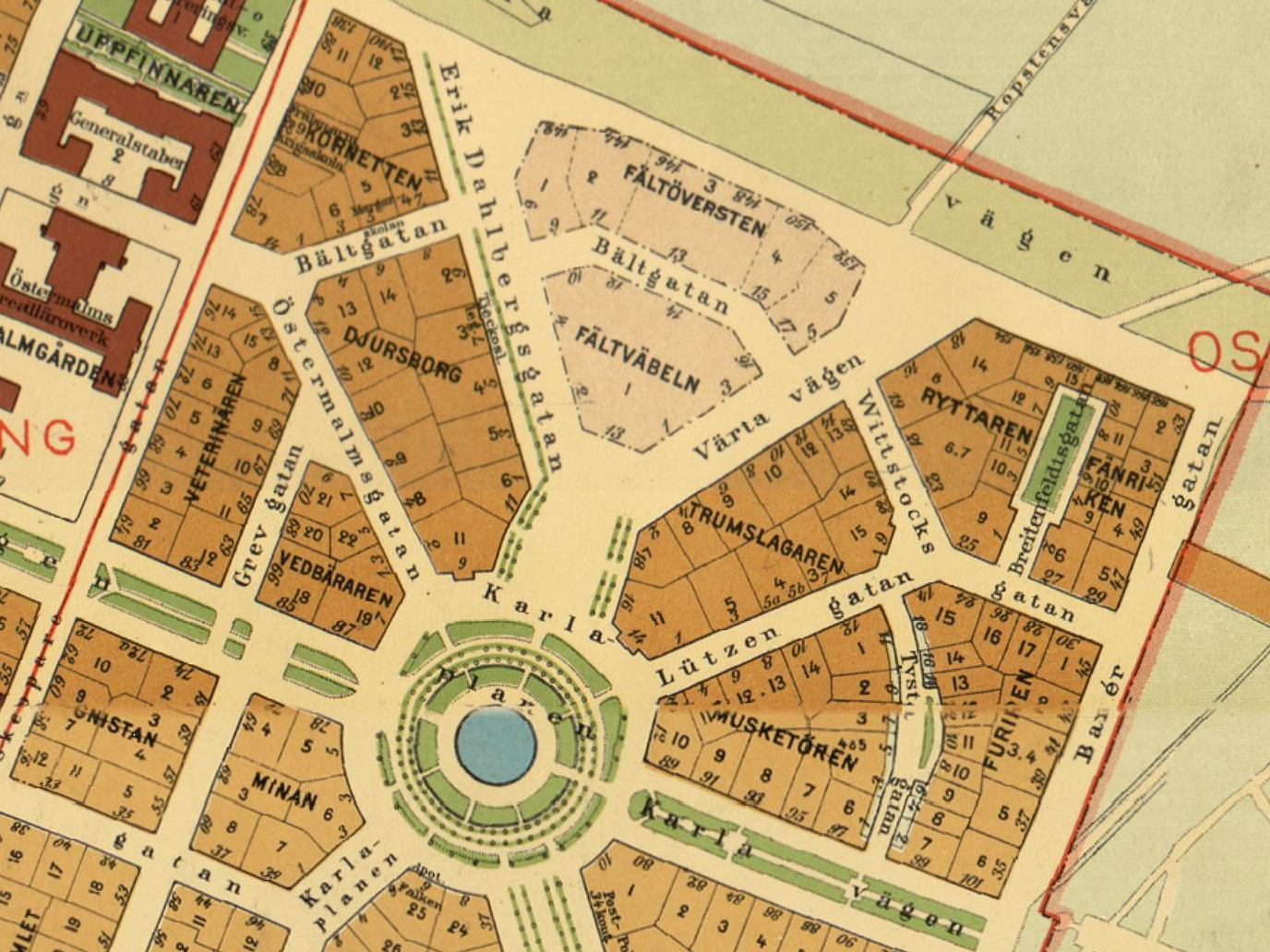
Kvarteren norr om Karlaplan 1930.

År 1930 sammanlades kvarteren Fältväbeln och Fältöversten till Fältöversten, och i den nya stadsplanen (Pl. 859) som fastställdes den 24 april 1931, utlades nu hela kvarteret för allmänt ändamål utan närmare precisering av byggnadsrätten. Den stora offentliga byggnaden uppfördes dock aldrig och tomten fick sin nuvarande bebyggelse först en bit in på 1970-talet när köp- och bostadskvarteret Fältöversten invigdes. 
Högre lärarinneseminariet flyttade inte heller hit utan stannade kvar i sin byggnad på kvarteret Riddaren. Det stora kvarteret Musketören delades i Musketören och Furiren med Tysta gatan däremellan vilket 1915 beslöts i Stockholms stadsfullmäktige i en ny stadsplan.
Av de fyra karaktärsbyggnaderna kom bara Musketören 10 att uppföras efter Hagström & Ekmans ritningar. För Vedbäraren 19 fanns bygglovsritningar upprättade av Hagström & Ekman 1918 men bygget kom aldrig igång och ärendet avskrevs 1923. Det berodde dels på att en av arkitekterna, Georg Hagström, avled mitt under planeringsprocessen i augusti 1918 och att första världskriget fördröjde igångsättandet av nya stora byggprojekt. 
De övriga tre byggnaderna uppfördes först några år in på 1920-talet av två andra arkitekter, Höög & Morssing och Gustav Adolf Falk, vilka gav sina hus ungefär samma volym, liknande takutformning och fasadbehandling som Hagström & Ekman hade tänkt sig. Idag framstår de fyra husen som en enhet i gatubilden. Det kan tyckas anmärkningsvärd att de fick så likartat utformning trots olika arkitekter och ett tidsspann på över tio år. En trolig förklaring är att stadsarkitekten Sigurd Westholm strävade efter att Hagström & Ekmans skisser och ritningar och deras idé om Karlaplanens gestaltning skulle fullföljas.

### Nutida panorama

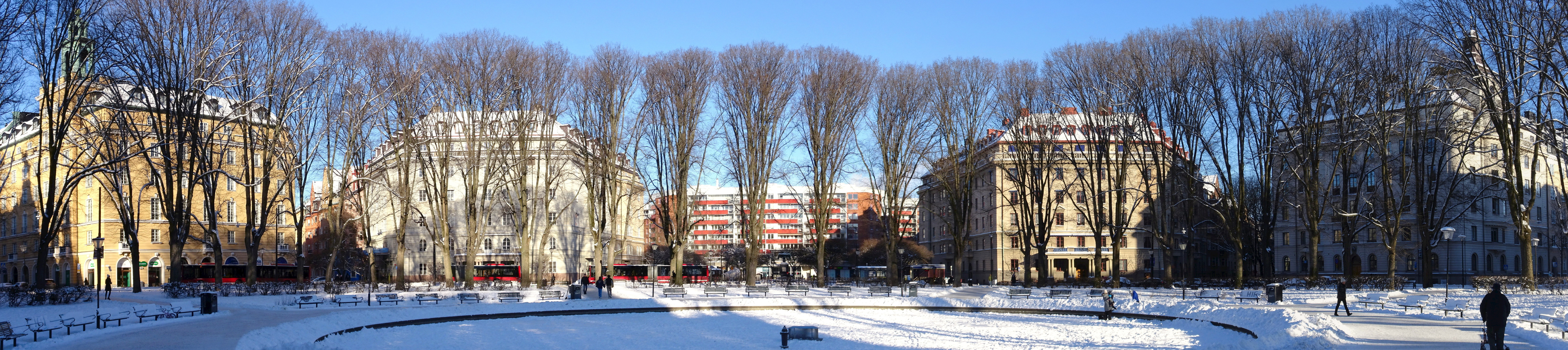
Karlaplan mot norr, januari 2021 från samma punkt som Hagström & Ekmans illustration år 1916.
Från vänster: Vedbäraren 19, Djursborg 11, Fältöversten, Trumslagaren 11 och Musketören 10.